# József Csík
József Csík (ur. 1 stycznia 1946 w Üllő, zm. 4 października 2023) – węgierski lekkoatleta specjalizujący się w rzucie oszczepem.
Wicemistrz Uniwersjady 1970 w Turynie z wynikiem 80,32. Zawody wygrał jego rodakiem Miklós Németh, a trzecie miejsce zajął Polak Zygmunt Jałoszyński. Uczestnik mistrzostw Europy 1971 w Helsinkach (10. miejsce z wynikiem 76,24 m.). Rekord życiowy: 85,10 (14 czerwca 1975, Budapeszt).